# جائزة إسبانيا الكبرى 2020
جائزة إسبانيا الكبرى 2020 (بالإسبانية: Anexo:Gran Premio de España de 2020)‏ هو سباق فورمولا 1
أقيم بتاريخ 16 أغسطس 2020 في حلبة دي كاتلونيا، إسبانيا، وكان السباق 6 من أصل 17 في بطولة العالم لسباقات فورمولا 1 موسم 2020، وكان أول المنطلقين لويس هاملتون.
فاز بالمركز الأول  لويس هاملتون، وكان صاحب أسرع لفة فالتيري بوتاس بزمن قدرة 78.183 ثانية.